# Coptodactyla
Coptodactyla là một chi bọ cánh cứng thuộc họ Scarabaeidae.